# Cecilio Gutiérrez
Cecilio Gutiérrez Pastor es un ex ciclista profesional español. Nació en Granada el 1 de julio de 1984. Fue profesional solamente en 2008. 
Debutó con el equipo Andalucía-Cajasur, donde destacó como un buen gregario.

## Palmarés
No consiguió victorias como profesional.

## Equipos
- Andalucía-Cajasur (2008)